# Cariamiformes
Cariamiformes (hay Cariamae) là một bộ chim chủ yếu gồm các loài chim không bay đã tồn tại hơn 60 triệu năm. Nhóm này bao gồm Họ Chim mào bắt rắn (Cariamidae) và các họ đã tuyệt chủng Phorusrhacidae, Bathornithidae, Idiornithidae và Ameghinornithidae. Mặc dù theo truyền thống được coi là một phân bộ của Bộ Sếu, cả nghiên cứu về hình thái và di truyền cho thấy chúng thuộc một nhóm chim riêng biệt, Australaves, có các thành viên còn sống khác là Họ Cắt, Bộ Vẹt và Bộ Sẻ.

## Phân loại học
Các nghiên cứu phát sinh loài phân tử đã cho thấy rằng Cariamiformes là cơ sở của các loài Falconiformes, Psittaciformes và Passeriformes:
|  | Falconiformes – bộ Cắt                                                            |
|  |                                                                                   |
|  | \| \| Psittaciformes – bộ Vẹt \| \| \| \| \| \| Passeriformes – bộ Sẻ \| \| \| \| |
|  |                                                                                   |
|  | Psittaciformes – bộ Vẹt                                                           |
|  |                                                                                   |
|  | Passeriformes – bộ Sẻ                                                             |
|  |                                                                                   |

|  | Psittaciformes – bộ Vẹt |
|  |                         |
|  | Passeriformes – bộ Sẻ   |
|  |                         |

|  | Falconiformes – bộ Cắt                                                            |
|  |                                                                                   |
|  | \| \| Psittaciformes – bộ Vẹt \| \| \| \| \| \| Passeriformes – bộ Sẻ \| \| \| \| |
|  |                                                                                   |
|  | Psittaciformes – bộ Vẹt                                                           |
|  |                                                                                   |
|  | Passeriformes – bộ Sẻ                                                             |
|  |                                                                                   |

|  | Psittaciformes – bộ Vẹt |
|  |                         |
|  | Passeriformes – bộ Sẻ   |
|  |                         |

|  | Falconiformes – bộ Cắt                                                            |
|  |                                                                                   |
|  | \| \| Psittaciformes – bộ Vẹt \| \| \| \| \| \| Passeriformes – bộ Sẻ \| \| \| \| |
|  |                                                                                   |
|  | Psittaciformes – bộ Vẹt                                                           |
|  |                                                                                   |
|  | Passeriformes – bộ Sẻ                                                             |
|  |                                                                                   |

|  | Psittaciformes – bộ Vẹt |
|  |                         |
|  | Passeriformes – bộ Sẻ   |
|  |                         |

|  | Falconiformes – bộ Cắt                                                            |
|  |                                                                                   |
|  | \| \| Psittaciformes – bộ Vẹt \| \| \| \| \| \| Passeriformes – bộ Sẻ \| \| \| \| |
|  |                                                                                   |
|  | Psittaciformes – bộ Vẹt                                                           |
|  |                                                                                   |
|  | Passeriformes – bộ Sẻ                                                             |
|  |                                                                                   |

|  | Psittaciformes – bộ Vẹt |
|  |                         |
|  | Passeriformes – bộ Sẻ   |
|  |                         |

## Hình ảnh

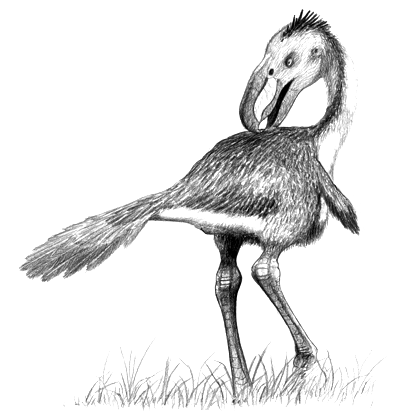
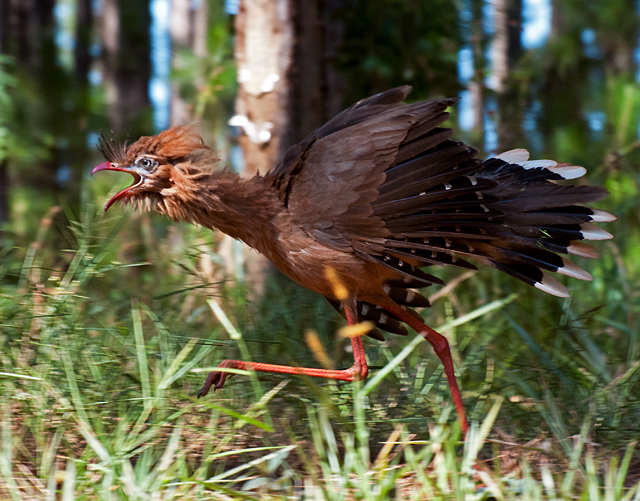
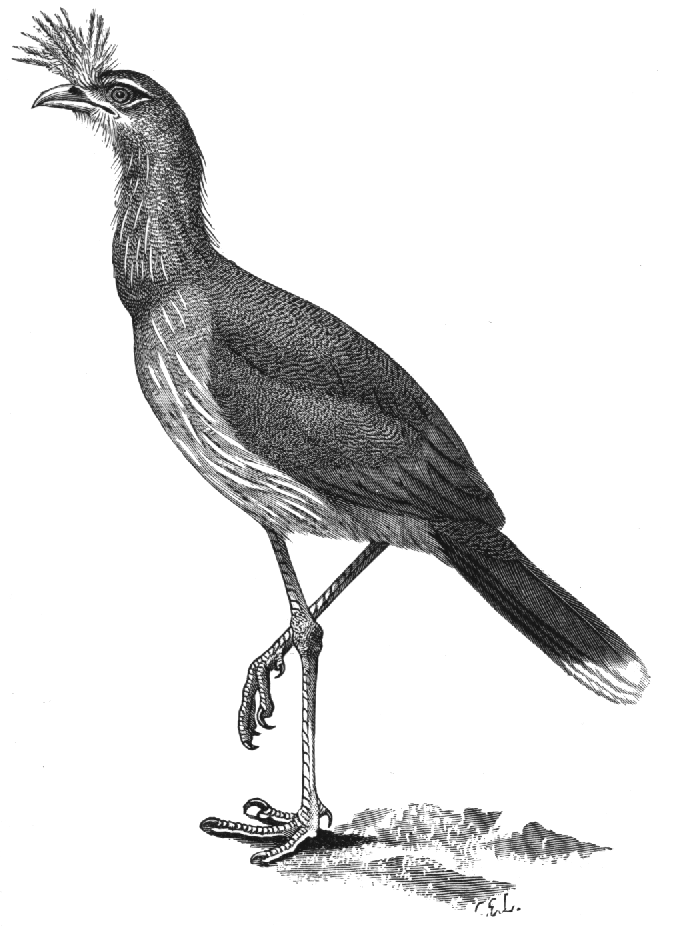
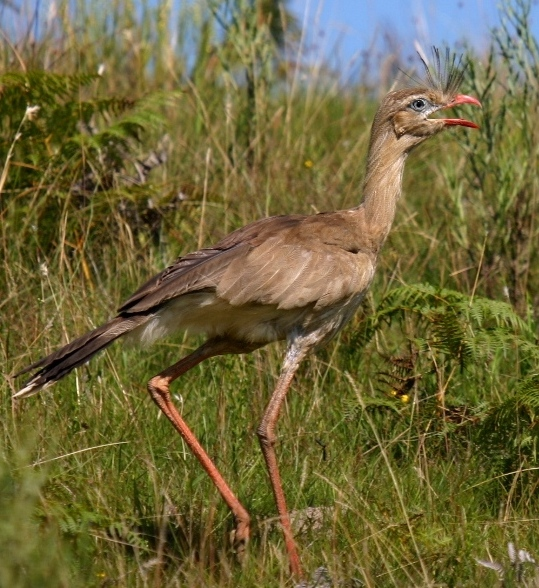
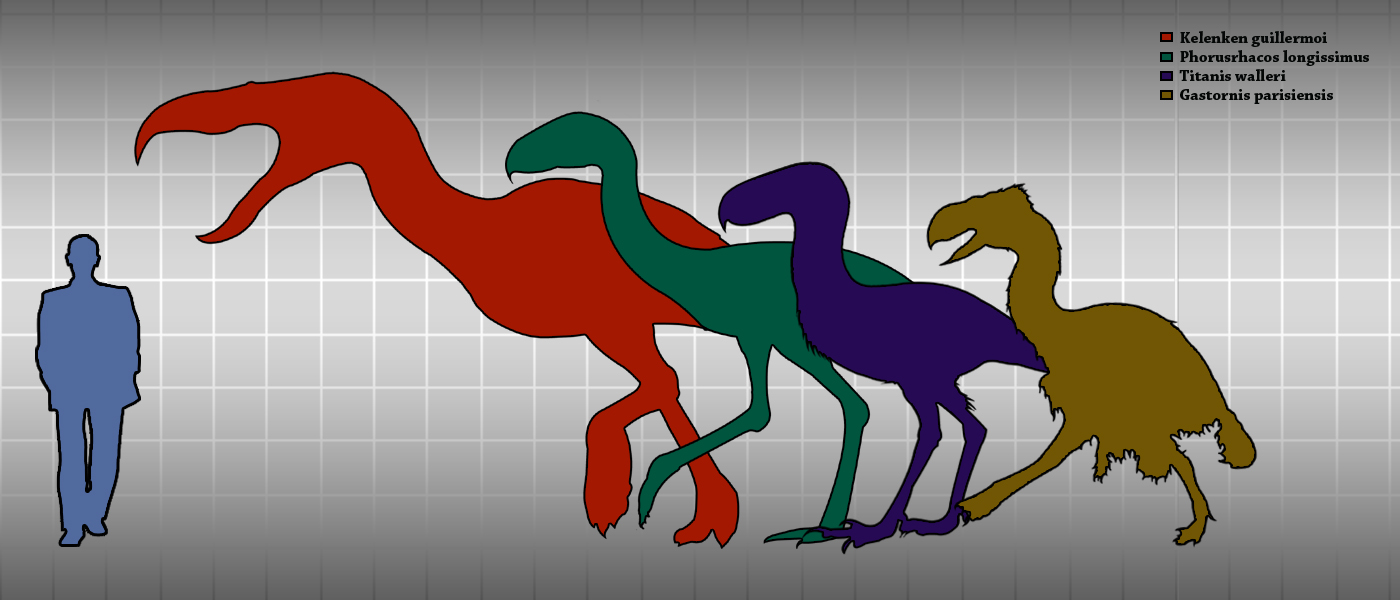